# Ири (Колорадо)
Ири (енгл. Erie) град је у америчкој савезној држави Колорадо.

## Демографија
По попису из 2010. године број становника је 18.135, што је 11.844 (188,3%) становника више него 2000. године.
| Група             | 2000.         | 2010.          |
| Белци             | 5.265 (83,7%) | 15.201 (83,8%) |
| Афроамериканци    | 27 (0,4%)     | 118 (0,7%)     |
| Азијати           | 172 (2,7%)    | 761 (4,2%)     |
| Хиспаноамериканци | 692 (11,0%)   | 1.603 (8,8%)   |
| Укупно            | 6.291         | 18.135         |